# Bitnation
Bitnation est un projet open-source et décentralisé fondée sur la chaîne de blocs Ethereum via des contrats intelligents. L'objectif est de favoriser un système de gouvernance participatif, volontaire et virtuel, en progrès sur le modèle actuel de l'État-nation, rénovant les notions de frontière, de taille de la population et de l'appartenance par la naissance.
Bitnation organise son autonomie et sa décentralisation suivant l'application du modèle holacratique et cherche à devenir une Decentralized Autonomous Organization pleinement fonctionnelle. Les « contrats intelligents » d'Ethereum sont ses outils de gouvernance, auxquels tout le monde peut venir contribuer. Bitnation les met également à disposition d'autres nations et « holons », qui peuvent bénéficier du soutien et de l'infrastructure technologique de la communauté.
Bitnation est né le 14 juillet 2014 et sa fondatrice est Susanne Tarkowski Tempelhof. Née aux alentours de 1982 S.Tarkowski a passé une dizaine d'années sur le terrain géographique de zones en transformation/conflit et dans le domaine biologique du transhumaniste, jusqu'à son engagement dans le service chaîne de blocs et la fondation subséquente de Bitnation.[pertinence contestée] En 2016 Bitnation créa sa propre constitution au titre de la nation Pangea.